# Міхаїл Марін
Міхаїл Марін (рум. Mihail Marin; нар. 21 квітня 1965) — румунський шахіст, гросмейстер від 1993 року.

## Шахова кар'єра
У 1988, 1994 і 1999 роках тричі вигравав чемпіонат Румунії. Двічі брав участь у міжзональних турнірах (відбіркового циклу чемпіонату світу): Сірак (1987, 11-те місце) і Маніла (1990, 35-те місце). У 2005 році був секундантом Юдіт Полгар під час чемпіонату світу в Сан-Луїсі.
Починаючи з 1988 року є основним гравцем збірної Румунії. Відтоді до 2006 року взяв участь у всіх десяти шахових олімпіадах, у 1988 році здобувши бронзову медаль в особистому заліку на 3-й шахівниці. У 1989 — 1999 роках тричі взяв участь у командних чемпіонатах Європи. 1989 року здобув індивідуальну бронзову медаль за результат на 3-й шахівниці.
Досягнув багатьох успіхів на міжнародних турнірах, перемігши або поділивши 1-ші місця, зокрема, в таких містах, як:
- Манреза (1993, разом із, зокрема, Константіном Іонеску і Міхаєм Шубою),
- Сіджас (1994, разом з Марінусом Кейфом),
- Бадалона (1995),
- Андорра — двічі (1995, разом з Левом Псахісом, Вальтером Аренсібією, Властімілом Янсою і Антоніо Антунішем, а також 1997 одноосібно),
- Бенаске (1997, разом з Бояном Кураїцою, Ентоні Майлсом, Олексієм Кузьміним і Александиром Делчевим),
- Бухарест — двічі (1998 і 1999, меморіали Віктора Чокитлі),
- Гетеборг (2000, разом з Юрієм Яковичем),
- Канни (2002),
- Сулсона (2004),
- Галац (2006, разом з Віорелом Йордаческу і Васіле Сандуляком),
- Баньолас (2007, разом з Хосе Гонсалесом Гарсією, Реньєром Гонсалесом і Леваном Арошідзе),
- Рейк'явік (2009, разом з Юрієм Криворучком, Хедінном Стейнгрімссоном і Ханнесом Стефанссоном).

Найвищий рейтинг Ело в кар'єрі мав станом на 1 вересня 2009 року, досягнувши 2616 очок займав тоді 3-тє місце серед румунських шахістів.
Є постійним автором видавництва ChessBase, для якого видав дебютні розробки, присвячені англійському і каталонському початкам. Також є автором книг Secrets of Chess Defence, Secrets of Attacking Chess і Learn from the Legends.

## Зміни рейтингу
| На цьому місці має відображатися графік чи діаграма, однак з технічних причин його відображення наразі вимкнено. Будь ласка, не видаляйте код, який викликає це повідомлення. Розробники вже працюють для того, щоби відновити штатне функціонування цього графіка або діаграми. | |
| | На цьому місці має відображатися графік чи діаграма, однак з технічних причин його відображення наразі вимкнено. Будь ласка, не видаляйте код, який викликає це повідомлення. Розробники вже працюють для того, щоби відновити штатне функціонування цього графіка або діаграми. |